# Allegiance (Firewind)
Allegiance è il quarto album in studio del gruppo musicale heavy metal greco Firewind ed il secondo ad essere pubblicato sotto Century Media. Da questo album Apollo Papathanasio sostituisce al microfono Chitral Somapala.
Con questo disco i Firewind mostrano un sound molto influenzato dall'hard rock, pur mantenendo il loro stile sul power metal dei dischi precedenti.

## Tracce
1. Allegiance – 04:41
2. Insanity – 04:29
3. Falling to Pieces – 04:03
4. Ready to Strike – 04:35
5. Breaking the Silence – 04:03
6. Deliverance – 06:07
7. Till the End of Time – 04:36
8. Dreamchaser – 04:07
9. Before the Storm (Strumentale) – 03:42
10. The Essence – 04:19
11. Where Do We Go from Here? – 03:57
12. Healing Tool – 04:43 (Bonus track dell'edizione giapponese)
13. Demon Nights – 04:23 (Bonus track dell'edizione giapponese)
14. Falling to Pieces – 03:20 (Video)
15. The Firewind Documentary – 17:26 (Video)

## Formazione
- Apollo Papathanasio – voce, backing vocals
- Gus G. – chitarra solista
- Babis Katsionis – tastiere, chitarra ritmica
- Petros Christo – basso
- Mark Cross – batteria, backing vocals su Allegiance

### Ospiti
- Tara Teresa – voce su Breaking the Silence
- Markus Palsson – backing vocals su Allegiance e The Essence

### Staff
- Fredrik Nordström – engineering, mixing
- Patrik J. Sten – mixing assistant
- Martin Kronlund – additional engineering
- Rickard Bengtsson – vocal coach, additional engineering on "Insanity" and "Falling to Pieces"
- Peter In de Betou – mastering
- Patric Ullaeus – photography, producer and director of the video clip for "Falling to Pieces"
- Carsten Drescher – artwork